# Estaba en casa, pero...
Estaba en casa, pero (en alemán: Ich war zuhause, aber) es una película dramática alemana de 2019 dirigida por Angela Schanelec. Fue seleccionado para competir por el Oso de Oro en el 69.º Festival Internacional de Cine de Berlín. En Berlín, Schanelec ganó el Oso de Plata al Mejor Director. La película también compitió en el 34° Festival Internacional de Cine de Mar del Plata, donde Schanelec fue galardonada con el Astor de Plata a la Mejor Dirección.

## Sinopsis
La película sigue el conflicto existencial entre una madre y los profesores por un estudiante de 13 años que regresa a casa después de haber estado desaparecido durante una semana.

## Reparto
- Maren Eggert como Astrid
- Clara Möller como Flo
- Jakob Lassalle como Phillip
- Franz Rogowski como Lars
- Alan Williams como el señor Meisner
- Devid Striesow como Gertjan
- Lilith Stangenberg como Claudia

## Recepción
En el sitio web del agregador de reseñas Rotten Tomatoes, la película tiene un índice de aprobación del 88% según 32 reseñas. El consenso crítico del sitio dice: " Estaba en casa, pero... retiene la gratificación fácil, pero los espectadores que se adaptan a sus ritmos austeros serán recompensados con una historia rica en significado".